# 박인태
박인태(1995년 1월 4일~ )는 창원 LG 세이커스의 포워드 센터이다.

## 연세대학교 시절
2016년 신인드래프트에서 전체 5순위로 창원 LG 세이커스에 지명되었다.

## 학력
- 대구해서초등학교 졸업
- 계성중학교 졸업
- 계성고등학교 졸업
- 연세대학교 학사

## 수상내역
자카르타 팔렘방 아시안게임 3x3농구 은메달🥈

## 경력
- 2018년 제18회 자카르타-팔렘방 아시안게임 3x3 농구 국가대표
- 2013년 제11회 FIBA U19 세계남자농구선수권대회 국가대표
- 2012년 제22회 FIBA 아시아 U-18 남자농구선수권대회 청소년대표
- 2012년 제2회 FIBA U17 세계남자농구선수권대회 국가대표
- 2011년 제2회 FIBA 아시아 U-16 남자농구선수권대회 청소년대표